# غار شاه مردان ۳
غار شاه مردان ۳ مربوط به دوران پارینه‌سنگی جدید تا دوره نوسنگی است و در شهرستان پاسارگاد، بخش مرکزی، دهستان کمین، روستای جیسقان، ۵۰۰ متری شرق قبرستان جیسقان، دره شاه مردان واقع شده و این اثر در تاریخ ۲۶ اسفند ۱۳۸۶ با شمارهٔ ثبت ۲۱۹۳۳ به‌عنوان یکی از آثار ملی ایران به ثبت رسیده است.